# Eduardo Boccalari
Eduardo Boccalari (29. dubna 1859 Milán – 11. ledna 1921 Varese) byl italský hudební skladatel, dirigent a houslista.

## Život
Eduardo Boccalari se narodil 29. dubna 1859 v Miláně. Díky svému hudebnímu nadání získal studijní stipendium pro studia na Milánské konzervatoři, kde vystudoval hudební kompozici a hru na housle.
V roce 1880 napsal a složil svou první operetu Il Mantello di Giuseppi, která byla uvedena v Garibaldiho divadle v Padově a zaznamenala značný ohlas kritické veřejnosti. Jako odborník v oblasti operní hudby postupně zaznamenal celosvětový ohlas. Na konci 19. století odcestoval do Argentiny, kde se stal vedoucím dirigentem italské operní scény divadla Teatro Colón v Buenos Aires. V roce 1904 se přestěhoval do Spojených států, kde v New Yorku vedl postupně několik orchestrů a operních scén. Později zde přijal americké občanství. V tomto období složil Fantasia di Concerto a v roce 1906  Dance of the Serpents, jehož součástí byla slavná pochodová skladba Il Bersagliere, také známá jako Pochod italských střelců. V lednu 1909 byl hostujícím dirigentem velkolepého koncertu italské hudby amerického skladatele Johna Philipa Sousy na Manhattanu v New Yorku.
V roce 1910 se zřekl amerického občanství a navrátil se zpět do rodné Itálie. 11. ledna 1921 zemřel ve městě Varese.

## Dílo

### Skladby a operety
- Il Mantello di Giuseppi, 1880
- Dance of the Serpents, 1906
- d'Annunzio March
- Fantasia di Concerto, 1906
- Il Bersagliere March, 1908
- Mauresque Caprice, 1906
- Halka
- Minuetto per quintetto d'archi
- Sounds from the Riviera